# クランスマン
クランスマン（The Klansman）は、1974年に公開されたアメリカ合衆国のドラマ映画。ウィリアム・ブラッドフォード・ヒューイの1967年の著作を原作としている。監督テレンス・ヤング。出演リー・マーヴィン、リチャード・バートン、O・J・シンプソン。 映画は現在パブリックドメインになっている。

## あらすじ
KKKの支配下にあるアラバマ州のとある町では公民権運動の集会が計画されていることから緊張した雰囲気に包まれており、トラック・バスコム保安官シェリフの悩みの種となっている。バスコムは、黒人女性に乱暴していたヒルビリーの白人男性の集団を解散させる。しかし、自分の選挙での当選は地元の人種差別的な有権者の動向次第ということもあり、バスコム氏は誰も逮捕しない。彼のこの決定は、自分が育った町を愛し、平和を守りたいということも背景となっている。学生時代からの彼の親友、ブレック・スタンシルは公民権運動に共感する裕福な地主である。政治的立場の違いにも拘わらず、バスコムとステンシルの絆は依然として強い。
その後、若い白人女性ナンシー・ポティートが黒人男性から性的暴行を受け、町の平和が脅かされる。バスコム保安官が犯人を見つけ出そうとする一方、バスコムの副官であるバット・カット・ケイツを含むKKKのメンバーたちは問題を自らの手で解決しようとする。彼らはトラックに乗り、黒人が頻繁に訪れる郊外のバーに向かう。彼らは外で2人の男を追いかける。その内の1人はガースだ。ガースは逃亡するが、もう1人はKKKに捕らえられ銃で撃たれる。仲間の苦痛と死を目の当たりにしたガースは復讐を誓い、KKKとその支持者に対するたった1人の暴力作戦に乗り出す。
この町で育った黒人女性のロレッタ・サイクスが町に戻ってくる。彼女は公民権運動のメンバーからアプローチを受ける。また彼らはブレック・スタンシルを巻き込もうとする。ある晩、ロレッタはケイツ副官とKKKの仲間たちに拉致される。ナンシー・ポティートが暴行されたことから、ロレッタをレイプすることが決定される。その行為が余りにも暴力的だったので、彼女は失血死しそうになる。その結果、バスコム保安官が最初から阻止しようとしていたことが表面化し、全面的な人種間抗争が彼の町を引き裂く恐れが出て来る。

## キャスト
| 役名               | 俳優                     | 日本語吹替                                  |
| 役名               | 俳優                     | テレビ朝日版                                |
| ------------------ | ------------------------ | ------------------------------------------- |
| トラック           | リー・マーヴィン         | 若山弦蔵                                    |
| ブレック           | リチャード・バートン     | 田口計                                      |
| バット             | キャメロン・ミッチェル   | 仲村秀生                                    |
| 市長               | デヴィッド・ハドルストン | 滝口順平                                    |
| ガース             | O・J・シンプソン         | 伊武雅之                                    |
| ロレッタ           | ローラ・ファラーナ       | 尾崎桂子                                    |
| ナンシー           | リンダ・エヴァンス       | 芝田清子                                    |
| ホードー・ジュニア | エドマンド・レーン       | 桜本昌弘                                    |
| タガート           | ジョン・ピアース         | 水鳥鉄夫                                    |
| ボビィ             | ホーク・ハウエル         | 中江真司                                    |
| シャニ―フェルト    | エド・コール             | 村松康雄                                    |
| バーノン           | ジョン・アンダーソン     | 藤本譲                                      |
| ジョンソン         | ヴァージル・フライ       | 木原正二郎                                  |
| ウィリー           | スペンス・ウィルディー   | 池田勝                                      |
| ヘンリィ           | リー・デ・ブルー         | 岡和男                                      |
| ヘクター           | ヴィック・パーリンン     | 野本礼三                                    |
| トリシキィ         | ルチアナ・パルッツィ     | 吉田理保子                                  |
| チャールズ         | ゲイリー・カッタス       | 蟹江栄司                                    |
| 神父               | ラリー・ウィリアムズ     | 和田啓                                      |
| メイビル           | スーザン・ブラウン       | 小林由利                                    |
| フラッグ           | デヴィッド・ラッド       | 曾我部和恭                                  |
| アラン             | ウェンデル・ウェルマン   | 小山梓                                      |
| マーサ             | イヴ・クリストファー     | 山田礼子                                    |
|                    |                          |                                             |
| 演出               | 演出                     | 高桑慎一郎                                  |
| 翻訳               | 翻訳                     | 山田実                                      |
| 効果               | 効果                     | 大野義信                                    |
| 調整               | 調整                     | 遠西勝三                                    |
| 制作               | 制作                     | ニュージャパンフィルム                      |
| 解説               | 解説                     | 淀川長治                                    |
| 初回放送           | 初回放送                 | 1981年11月15日 『日曜洋画劇場』 21:00-22:54 |